# 11112 Cagnoli
11112 Cagnoli este un asteroid din centura principală de asteroizi.

## Descriere
11112 Cagnoli este un asteroid din centura principală de asteroizi. A fost descoperit pe 18 noiembrie 1995 la Dossobuono la Observatorul Madonna di Dossobuono. Asteroidul prezintă o orbită caracterizată de o semiaxă mare de 2,93 ua, o excentricitate de 0,23 și o înclinație de 15,2° în raport cu ecliptica.